# Stadga
Stadgar är de interna regler som gäller för föreningar eller stiftelser.

## Sverige
Ekonomiska föreningar, bostadsrättsföreningar, ideella föreningar eller stiftelser kan inte bildas utan att stadgar har antagits eller godkänts.
Stadgarna för en ekonomisk förening ska enligt svensk lag innehålla 
- föreningens firma,
- den ort i Sverige där föreningens styrelse ska ha sitt säte,
- ändamålet med föreningens verksamhet och verksamhetens art,
- den insats med vilken varje medlem ska delta i föreningen, hur insatserna ska fullgöras
- antalet eller lägsta och högsta antalet styrelseledamöter och revisorer samt tiden för deras uppdrag,
- vilka ärenden som skall förekomma på ordinarie stämma,
- vilken tid föreningens räkenskapsår ska omfatta.[1]

Även Sveriges Advokatsamfund har stadgar, som fastställts av regeringen.

## Finland
En förenings stadgar kontrolleras i samband med att en förening registreras och föreningen kan inte registreras innan stadgarna uppfyller de krav lagen ställer. Icke-registrerade föreningar skall i princip följa föreningslagen ”till tillämpliga delar”. Ändringar i stadgarna skall anmälas till föreningsregistret vid patent- och registerstyrelsen. Bestämmelser som skall kunna ändras utan sådan anmälan tas in i arbetsordningar och motsvarande dokument. I föreningens stadgar skall nämnas:
- föreningens namn,
- den kommun i Finland som är föreningens hemort,
- föreningens syfte och verksamhetsformer,
- medlemmarnas skyldighet att betala medlemsavgifter och andra avgifter till föreningen,
- antalet styrelsemedlemmar och revisorer i föreningen eller deras minimi- och maximiantal samt deras mandattid,
- föreningens räkenskapsperiod,
- när föreningens styrelse och revisorer skall väljas, bokslutet fastställas och beslut om ansvarsfrihet fattas,
- sättet och tiden för kallelse till föreningsmöte samt
- hur föreningens tillgångar skall användas, om föreningen upplöser sig eller upplöses.